# Maria Mayland
Maria Mayland (* 1988 in Bocholt) ist eine deutsche Filmemacherin und Künstlerin.

## Leben
Mayland wurde 1988 in Bocholt geboren. Sie studierte zunächst Malerei in Essen und anschließend zeitgenössische Kunst in Basel. Ihre Kurzfilme wurden international auf Festivals gezeigt und mehrfach mit Preisen ausgezeichnet. 

## Filmografie (Auswahl)
- 2015: Driving around where the crescents used to be. A script
- 2017: Eine Kneipe auf Malle
- 2019: untitled (a refusal of leave to land)
- 2020: Dunkelfeld
- 2021: Michael Ironside and I
- 2022: Lamarck
- 2024: Outside

## Preise
- 2024: 3-sat Nachwuchspreis des Deutschen Wettbewerbs bei den Internationalen Kurzfilmtagen Oberhausen für Outside
- 2022: Deutscher Kurzfilmpreis für Lamarck
- 2021: EMAF-Medienkunstpreis des Verbandes der deutschen Filmkritik für Michael Ironside and I
- 2018: Preis für den besten Beitrag im NRW-Wettbewerb bei den Internationalen Kurzfilmtagen Oberhausen für Eine Kneipe auf Malle